# Bathysoma lutkeni
Bathysoma es un género extinto de peces que vivió durante la época del Daniense. Pertenece al orden de los Lampridiformes.
Este género marino fue descrito por primera vez en 1890 por Davis.